# Bao Shuya
Bao Shuya (chinesisch 鲍叔牙, Pinyin Bào Shūyá, W.-G. Pao Shu-ya) (* in Yingshang; † 644 v. Chr. vermutlich in Linzi) war ein berühmter Staatsmann des Staates Qi in der Frühlings- und Herbstperiode.

## Leben
Er war als Minister enger Vertrauter und Berater des Herzogs Huan von Qi (chinesisch 齐桓公, Pinyin Qí Huán Gōng) sowie ein treuer Freund dessen Kanzlers Guan Zhong. Obwohl er selbst ein außergewöhnlicher Beamter mit herausragenden Fähigkeiten war, ist er doch in erster Linie für seine ergebene Freundschaft gegenüber „Meister Guan“ bekannt, der sein Leben und seinen Aufstieg zum Kanzler letztlich der Bescheidenheit und sprichwörtlichen Treue des Freundes verdankte.

## Redewendung
Im Chinesischen wird eine sehr vertraute Beziehung unter Freunden als „Guan und Bao-Verhältnis“ bezeichnet.